# 다비흐
다비흐(Dabih)는 염소자리 방향으로 지구에서 328광년 떨어진 곳에 있는 항성계이다. 중국, 일본, 한국 등 동양권에서는 이 별을 오래전부터 견우성(牽牛星)으로 불렀다. 육안으로 본 다비흐는 단순한 이중성처럼 보이나 실제로는 최소 다섯 개의 별로 이루어진 복잡한 항성계로, 천문학자들의 흥미로운 연구 대상이다.
다비흐는 황도 근처에 있기 때문에 달이 종종 가릴 때가 있고 이를 통해 다비흐 항성계가 어떻게 이루어져 있는지를 밝힐 수 있었다. 흔치 않은 일이지만, 행성들이 이 별을 가리기도 한다.

## 명칭 및 문화적 사항

### 동양권
견우성은 견우직녀 전설에서 소를 모는 청년의 이름을 딴 것이다. 전설 속에서 견우는 천제(天帝)의 딸인 직녀와 사랑에 빠졌으나 천제는 두 사람을 서로 만나지 못하게 은하수를 사이에 두고 떨어뜨려 놓는 벌을 내렸고, 1년 중 단 한 번 칠월칠석에만 만나는 것을 허락했다. 이 날 까마귀와 까치 떼가 오작교라는 다리를 만들어 두 사람이 만날 수 있도록 해 준다.
현대인들에게 견우성은 알타이르로 잘 알려져 있으나 이는 사실이 아니라는 주장도 존재하며, 조선시대 천문관측기록 《천문류초》에 따르면 견우성은 28수(宿) 중 하나인 우수(牛宿) 내 우(牛)에 속해 있다. 물론 알타이르도 우수에 속한 별이기는 하나 당시 명칭은 하고대성(河鼓大星)으로 견우성과는 구별된다.
0등성 베가에 비해 견우성은 3등급 별로 그다지 눈에 띄지 않는데, 전설에서 직녀는 높은 신분이었음에 비해 견우는 평범한 목동이었음을 고려하여 해당 속성이 부여된 것으로 보인다. 그러나 실제로 견우성은 베가보다 16배는 더 밝은 별로, 단지 지구로부터 베가보다 열 배 넘게 멀리 떨어져 있기 때문에 어둡게 보이는 것일 뿐이다.

### 비동양권
서양에서의 견우성은 염소자리의 다비흐로, 바이어 명명법에 따르면 염소자리 베타로 표기한다. '기에디'(Giedi)로 불리기도 했다. 다비흐는 아랍어 알-다비(الذابح)에서 왔으며 '살육자'라는 뜻이다.

## 항성계
다비흐는 매우 복잡한 구조를 가진 항성계이다. 맨눈 또는 쌍안경으로 볼 때 이 별은 이중성처럼 보이나, 달의 엄폐 현상을 통해 관측한 결과 최소 다섯 개의 별로 이루어진 것으로 밝혀졌다. 발광체 둘은 밤하늘에서 약 205초각 떨어져 빛나고 있다. 다비흐와 지구 사이의 거리를 고려하면 두 별은 약 21,000 천문단위(0.34광년) 떨어져 있으며 서로의 질량 중심을 약 백만 년에 한 바퀴 도는 것으로 추측된다. 3.08등급으로 밝은 쪽은 다비흐 메이저, 6등급으로 어두운 쪽은 다비흐 마이너로 불리고 있다.

### 다비흐 메이저
밝은 쪽인 다비흐 메이저는 다소 복잡한 분광형을 띠고 있는데, 분광형 K0의 거성 다비흐 메이저 A와 B8의 짝별 다비흐 메이저 B로 이루어져 있다. 이들은 서로를 3.8년에 한 바퀴 돈다. 두 별은 외관은 판이하나 질량은 각각 태양의 4배로 비슷하다. 사실 짝별 B는 분광쌍성이다. 아직 정체가 밝혀지지 않은 별 다비흐 메이저 B2가 주성 B1으로부터 불과 1/10 천문단위 떨어져 있는데, 둘은 8.7일마다 서로를 한 바퀴 돌고 있다.

### 다비흐 마이너
어두운 쪽인 다비흐 마이너는 하나의 별처럼 보이나, 실제로는 하나가 아닌 두 개의 별로 이루어져 있다. 주성 다비흐 마이너 A는 분광형 B의 거성 또는 준거성이며, 짝별 다비흐 마이너 B는 F형 주계열성으로 주성으로부터 약 30천문단위 떨어져 있다. A는 수은-망가니즈 별로, 대기중에 백금, 수은, 금, 비스무트 등의 무거운 물질들이 태양보다 10만 배 정도 높은 비율로 포함되어 있다.